# Sven Axbom
Sven Axbom (Norrköping, 15 ottobre 1926 – Torsås, 8 aprile 2006) è stato un calciatore svedese, di ruolo difensore.

## Carriera

### Club
Nella sua carriera di club giocò nel Norrköping, con cui vinse tre volte il titolo nazionale e con cui prese parte anche alla Coppa dei Campioni.

### Nazionale
Esordì in Nazionale svedese il 28 agosto 1955. Complessivamente ha registrato 31 presenze (senza reti) in Nazionale tra il 1955 e il 1960.
Partecipò al campionato del mondo 1958 in cui disputò a tutte le sei partite giocate dalla Svezia, compresa la finale persa contro il Brasile di Pelé.

## Palmarès
- Campionato svedese: 3

Norrköping: 1955-1956, 1956-1957, 1960